# Reload (Tom Jones)
Reload è il trentaquattresimo album in studio del cantante gallese Tom Jones, pubblicato nel 1999.
L’album presenta 17 brani, tutti eseguiti in duetto con altri artisti.
L'album è il più venduto della discografia di Tom Jones, avendo venduto più di 4 milioni di copie in tutto il mondo.

## Tracce
1. Burning Down the House (feat. The Cardigans) (David Byrne, Tina Weymouth, Chris Frantz, Jerry Harrison)
2. Mama Told Me Not to Come (feat. Stereophonics) (Randy Newman)
3. Are You Gonna Go My Way (feat. Robbie Williams) (Lenny Kravitz, Craig Ross)
4. All Mine (feat. The Divine Comedy) (Geoff Barrow, Beth Gibbons, Adrian Utley)
5. Sunny Afternoon (feat. Space) (Ray Davies)
6. I'm Left, You're Right, She's Gone (feat. James Dean Bradfield) (Stan Kesler, William E. Taylor)
7. Sex Bomb (feat. Mousse T) (Mousse T, Errol Rennalls)
8. You Need Love Like I Do (feat. Heather Small) (Norman Whitfield, Barrett Strong)
9. Looking Out My Window (feat. James Taylor Quartet) (Tom Jones)
10. Sometimes We Cry (feat. Van Morrison) (dall'album The Healing Game)
11. Lust for Life (feat. The Pretenders) (testo: Iggy Pop – musica: David Bowie)
12. Little Green Bag (feat. Barenaked Ladies) (George Baker Selection)
13. Ain't That a Lot of Love (feat. Simply Red) (Willa Dean Parker, Homer Banks)
14. She Drives Me Crazy (feat. Zucchero Fornaciari) (Fine Young Cannibals)
15. Never Tear Us Apart (feat. Natalie Imbruglia) (INXS)
16. Baby, It's Cold Outside (feat. Cerys Matthews dei Catatonia) (Frank Loesser)
17. Motherless Child (feat. Portishead) (canzone tradizionale)

Un'edizione speciale include i remix di Sex Bomb e You Need Love Like I Do come tracce bonus.